# Садиров, Артур Умамудинович
Арту́р Умамуди́нович Сади́ров (род. 22 марта 1985, Магарамкент, Дагестанская АССР) — бывший российский футболист, главный тренер футбольного клуба Машук-КМВ. Младший брат футболиста Анзура Садирова.

## Клубная карьера
Профессиональную карьеру начал в 2001 году в клубе «Анжи», в составе которого играл до 2003 года. В 2004 году перешёл в махачкалинское «Динамо», за которое играл до 2005 года, всего провёл за этот период 32 матча, в которых забил 1 мяч в ворота соперников. В 2007 выступал в составе ставропольского «Динамо», сыграв за это время 9 матчей и забив 1 гол. Затем вернулся в махачкалинское «Динамо», сыграл в 9-ти матчах команды. В 2009 году перешёл в пятигорский «Машук-КМВ». Всего за тот период провёл 61 матч, где забил 3 гола. За свою карьеру провел более 250 профессиональных матчей.

## Тренерская карьера
После окончания футбольной карьеры работал ассистентом в молодёжном составе «Анжи». В 2019 году вошёл в тренерский штаб в основной команде. 1 ноября 2019 года стал главным тренером «Анжи»
В сентябре 2022 года пополнил тренерский штаб «Чайки», став помощником своего старшего брата Анзура Садирова. 19 июня 2023 года был назначен главным тренером футбольного клуба «Машук-КМВ». Под руководством Артура Умамудиновича в сезоне 2023 года футбольный клуб «Машук-КМВ» добился исторического успеха, став чемпионом первенства России в подгруппе 1 «А».